# Géographie du Japon
Le Japon est un archipel situé au large de la côte de l'Asie (Asie de l'Est), bordé par la mer du Japon 
au nord-ouest, par l'océan Pacifique au sud-est et par la mer des Philippines au sud. Les principales îles sont, en partant du nord : Hokkaidō, Honshū (l'île principale), Shikoku et Kyūshū, prolongée au sud par les îles Ryūkyū dont fait partie l'île d'Okinawa. Plusieurs litiges frontaliers perdurent avec la Russie, la Corée du Sud et la Chine. Grâce à ses nombreuses côtes, le Japon profite d'une des plus grandes zones économiques exclusives au monde.
C'est un archipel volcanique et fortement montagneux, ce qui a pour conséquence une répartition inégale de la population sur le territoire, principalement regroupée le long de la mégalopole japonaise. La deuxième conséquence notable est la forte activité sismique, ces îles étant également touchées par les tsunamis.
Dans la moitié nord, le climat est continental acadien, et subtropical humide au sud, bien que l'on note de fortes différences selon la côte et le relief. Ces différences de climats et de reliefs ont permis le développement d'une faune et d'une flore variée, avec certaines espèces endémiques rares ou disparues, notamment sur l'archipel d'Ogasawara.
Le pays est découpé en 47 préfectures, parfois appelés départements, ayant remplacé les anciennes provinces du Japon, puis divisé en près de 1 800 municipalités.

## Situation et définition
Le Japon est un archipel de 3 300 kilomètres de long, s’étalant de la Russie au nord à Taïwan au sud, le long de la côte orientale de l’Asie (Chine et Corées). Il est bordé par la mer d'Okhotsk au nord-nord-est, la mer du Japon (mer de l'Est) au nord-ouest et la mer de Chine orientale au sud-ouest, l'océan Pacifique au sud-est et la mer des Philippines au sud. Sa superficie totale est de 377 973 km2, ce qui en fait le 61e pays le plus vaste du monde,. Il comporte 14 125 îles de plus de 100 m2, dont 421 sont habitées (430 en 2008),. Les cinq îles principales représentent 97 % du territoire, soit du nord au sud :
- Hokkaidō (79 000 km2), historiquement peuplée par les Aïnous,
- Honshū (227 000 km2) la plus grande et la plus peuplée avec 105 millions d’habitants,
- Shikoku (18 000 km2), l’île de la mer intérieure,
- Kyūshū (36 000 km2), en face de la Corée du Sud.
- Okinawa (1 207 km2)

Les îles de Honshū, Shikoku et Kyūshū sont séparées par la Mer intérieure de Seto.
Parmi les autres îles, on trouve deux longs archipels situés aux extrémités sud, est et ouest du pays :
- l'archipel Nansei au sud-ouest (4 600 km2), composé des archipels Satsunan et Ryūkyū (annexé officiellement en 1879) : Naha, sur l’île Okinawa Hontō dans l’archipel Ryūkyū, est située à plus de 600 kilomètres de Kyūshū,
- l’archipel Nanpō au sud-est de Tokyo (400 km2), composé des archipels d'Izu et d'Ogasawara, qui s’étire sur plus de 1 000 kilomètres jusqu’à Iwo-jima.

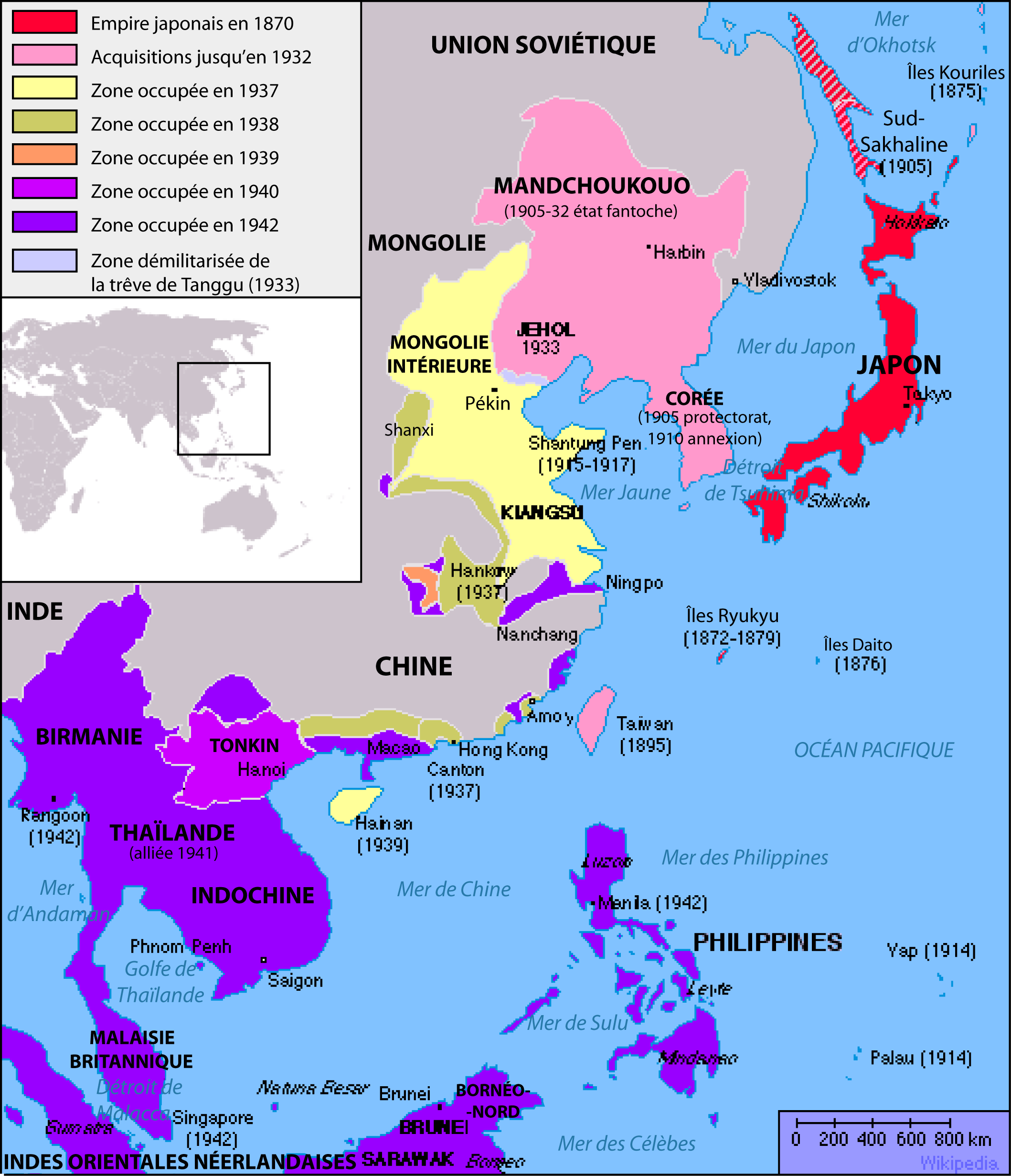
Expansion de l'empire du Japon de 1870 à 1942.

Plusieurs litiges frontaliers historiques perdurent :
- les îles Kouriles méridionales russes, appelées Minami-Chishima au Japon et revendiquées sous le nom de Territoires du Nord,
- les rochers Liancourt coréens, appelés Dokdo en Corée, revendiqués par le Japon sous le nom de Take-shima,
- les îles Senkaku japonaises, revendiquées par la Chine et Taïwan sous le nom de Diàoyútái Qúndǎo,
- la Zone économique exclusive (4 470 000 km2)[2], de l'« île » japonaise Okinotori-shima, contestée par la Chine.

### Sakhaline et les îles Kouriles

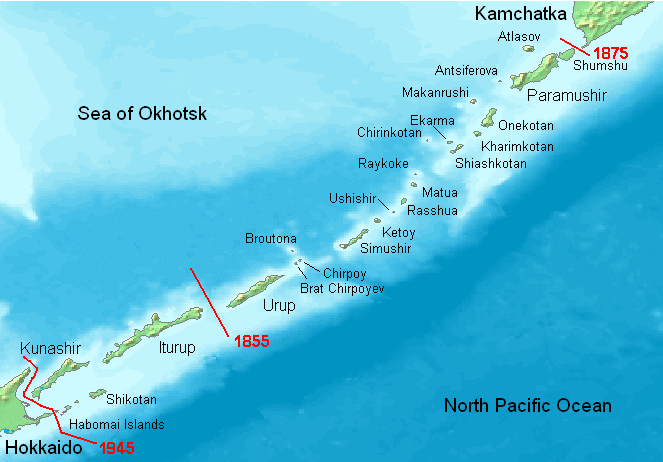
Frontières des îles Kouriles.

Sakhaline, Karafuto (樺太) en japonais, et les îles Kouriles, Chishima rettō (千島列島) en japonais, sont respectivement une île et un archipel situés au nord de Hokkaidō, au large de la Sibérie et au sud du Kamtchatka, entourant la mer d'Okhotsk.
Estimant que Sakhaline était une extension à la fois culturelle et géographique de Hokkaidō, les Japonais proclamèrent leur souveraineté sur l'ensemble de l'île ainsi que sur l'archipel des Kouriles en 1845. En 1855, le Japon et la Russie signèrent le traité de Shimoda, déclarant que les deux nations pouvaient occuper l'île, les Russes s'installant au nord et les Japonais au sud, sans qu'une frontière ne soit précisément tracée. Le traité plaça cependant la frontière dans les îles Kouriles au niveau du chenal séparant les îles d'Itouroup et d'Ouroup, l'empire russe reconnaissant la souveraineté du Japon sur les îles méridionales Chikotan, Habomai, Kounachir (Kunashiri) et Iturup (Etorofu), ensemble appelé Minami-Chishima (南千島, « Chishima du Sud »).
En 1875, à la suite de la signature du traité de Saint-Pétersbourg, les Japonais cédèrent le Sud de l'île  Sakhaline aux Russes et eurent en échange la souveraineté sur toutes les îles Kouriles. En 1905, à la fin de la guerre russo-japonaise, les Russes et les Japonais signèrent aux États-Unis le traité de Portsmouth. Par cet accord, le Japon récupérait la partie sud de Sakhaline, tandis que la Russie conservait les trois cinquièmes nord de celle-ci. La frontière entre les deux pays était fixée le long du 50e parallèle nord.
Sakhaline et les îles Kouriles furent annexée en 1945 par Staline et rattachée à l'URSS. L'Armée rouge débuta l'attaque de Sakhaline le 11 août 1945, et celle des îles Kouriles le 18, soit respectivement quatre jours avant et trois jours après la capitulation japonaise. La conquête de Sakhaline se termina le 25 août 1945, celle des îles Kouriles le 1er septembre.
Il n'y a pas eu de traité de paix entre l’Union soviétique et le Japon à la suite de la Seconde Guerre mondiale, et bien que le Japon ait renoncé à tous ses droits sur les îles Kouriles par le traité de San Francisco, l’Union soviétique a refusé de signer ce traité mettant fin à la période d’occupation américaine et restaurant l’administration japonaise sur son territoire.
L'ensemble des Kouriles fait aujourd'hui partie de la fédération de Russie, plus précisément de l'oblast de Sakhaline. Le Japon réclame les quatre îles Kouriles les plus méridionales, soit un tiers de la surface totale, selon la frontière fixée par le traité de Shimoda, et arguant du fait que le traité de San Francisco de 1951 ne précise pas quelles îles exactement comprend la dénomination d'îles Kouriles et n'a pas été contresigné par l'URSS.
Le gouvernement nippon considère que les quatre îles qu'il revendique sont des extensions de Hokkaidō, et les appelle « territoire du nord » (北方領土, hoppō ryōdo). En revanche, il ne revendique pas la frontière du traité russo-japonais de 1875 incluant les îles du Nord, car ce traité considère l'ensemble des Kouriles comme un territoire unique (alors placé sous administration japonaise). La Russie, comme le faisait auparavant l'URSS, se réfère pour sa part au traité de San Francisco et considère que le renoncement japonais concerne bien l'ensemble de l'archipel.

### Les rochers Liancourt

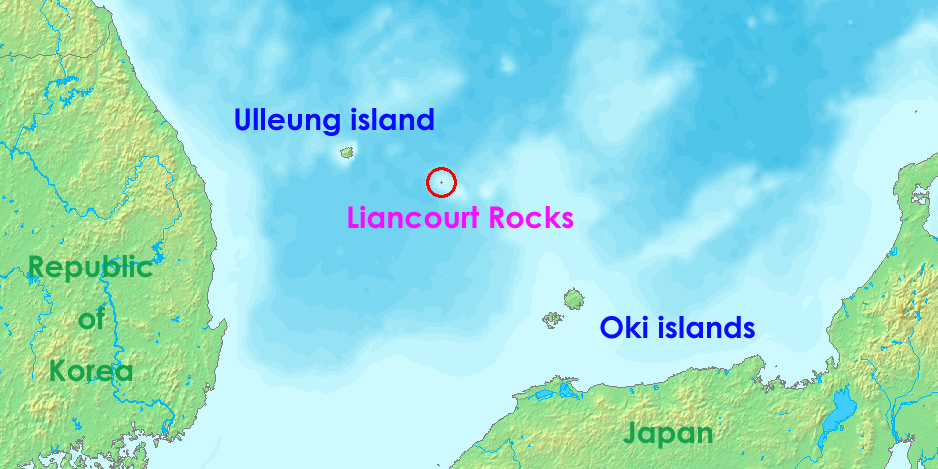
Les rochers Liancourt en rose.

Les rochers Liancourt, Dokdo (독도) en coréen et Take-shima (竹島) en japonais, sont un petit groupe d'îlots situé en mer du Japon (mer de l'Est), possession sud-coréenne mais dont la souveraineté est contestée par le Japon. Ils sont aujourd'hui rattachés administrativement à l'île d'Ulleungdo, distante de 87 km, dans la région du Gyeongsang du Nord. Le Japon considère que ce groupe d'îlots, annexé en 1905, fait toujours partie de son territoire, et le rattache au bourg d'Okinoshima dans l'archipel Oki (préfecture de Shimane), distant de 157 km.
Il s'appuie pour cela sur l’omission des Rochers Liancourt dans le traité de San Francisco signé en 1951, arguant qu'il représente la fixation définitive de son territoire (Jeju-do, Ulleungdo et Geomundo sont ainsi rendus à la Corée du Sud). Selon la Corée du Sud, les îles mentionnées dans le traité ne sont que des exemples et non une liste exhaustive en regard du grand nombre des îles entourant la péninsule coréenne. De plus, les directives du Commandant suprême des forces alliées (SCAPIN) no 677, intitulées « Mémorandum concernant les séparations gouvernementale et administrative de certaines zones du Japon » et datées du 29 janvier 1946, envoyées au gouvernement japonais en application de l’acte de soumission, excluaient les rochers Liancourt du territoire japonais.

### Les îles Senkaku et Okinotori
Les îles Senkaku (尖閣諸島, Senkaku-shotō), appelées en chinois îles Diaoyutai (chinois simplifié : 钓鱼岛群岛 ; chinois traditionnel : 釣魚台群島 ; pinyin : Diàoyútái Qúndǎo), se situent au nord-est de Taïwan et au sud-ouest d'Okinawa Hontō, dans la mer de Chine orientale. Cet archipel inhabité est contrôlé par le Japon depuis 1895 et le traité de Shimonoseki, mais est revendiqué par la république de Chine (Taïwan), ainsi que par la république populaire de Chine. Après la Seconde Guerre mondiale, à la fin de l'occupation du Japon par les États-Unis (1945-1952), Taïwan est reconnu indépendant par le traité de San Francisco (1951), mais pas les îles Senkaku qui sont occupées jusqu'en 1972, avant d'être rendues au Japon avec les îles Ryūkyū. Administrativement, ces îles dépendent de la ville d'Ishigaki sur l'île éponyme, dans la préfecture d'Okinawa. Géographiquement, elles font partie de l'archipel Sakishima, avec les îles Yaeyama et Miyako (plus au sud), et donc des îles Ryūkyū.
L'île Oki-no-tori (沖ノ鳥島, Okinotori-shima) est un atoll japonais situé à 1 740 km de Tokyo, au milieu de la mer des Philippines. L'atoll est le point le plus au sud du Japon, et fait officiellement partie de l'archipel d'Ogasawara (sous-préfecture d'Ogasawara). Si Okinotorishima est considéré comme une île par le Japon, la Chine considère qu'il s'agit uniquement de rochers, et que le Japon ne peut pas établir autour d'eux une zone économique exclusive (ZEE) selon l'article 121 de la convention des Nations unies sur le droit de la mer. Cette ZEE couvre environ 400 000 km2, avec de nombreuses ressources halieutiques et très certainement des gisements minéraux (manganèse, cobalt, lithium).

## Topographie

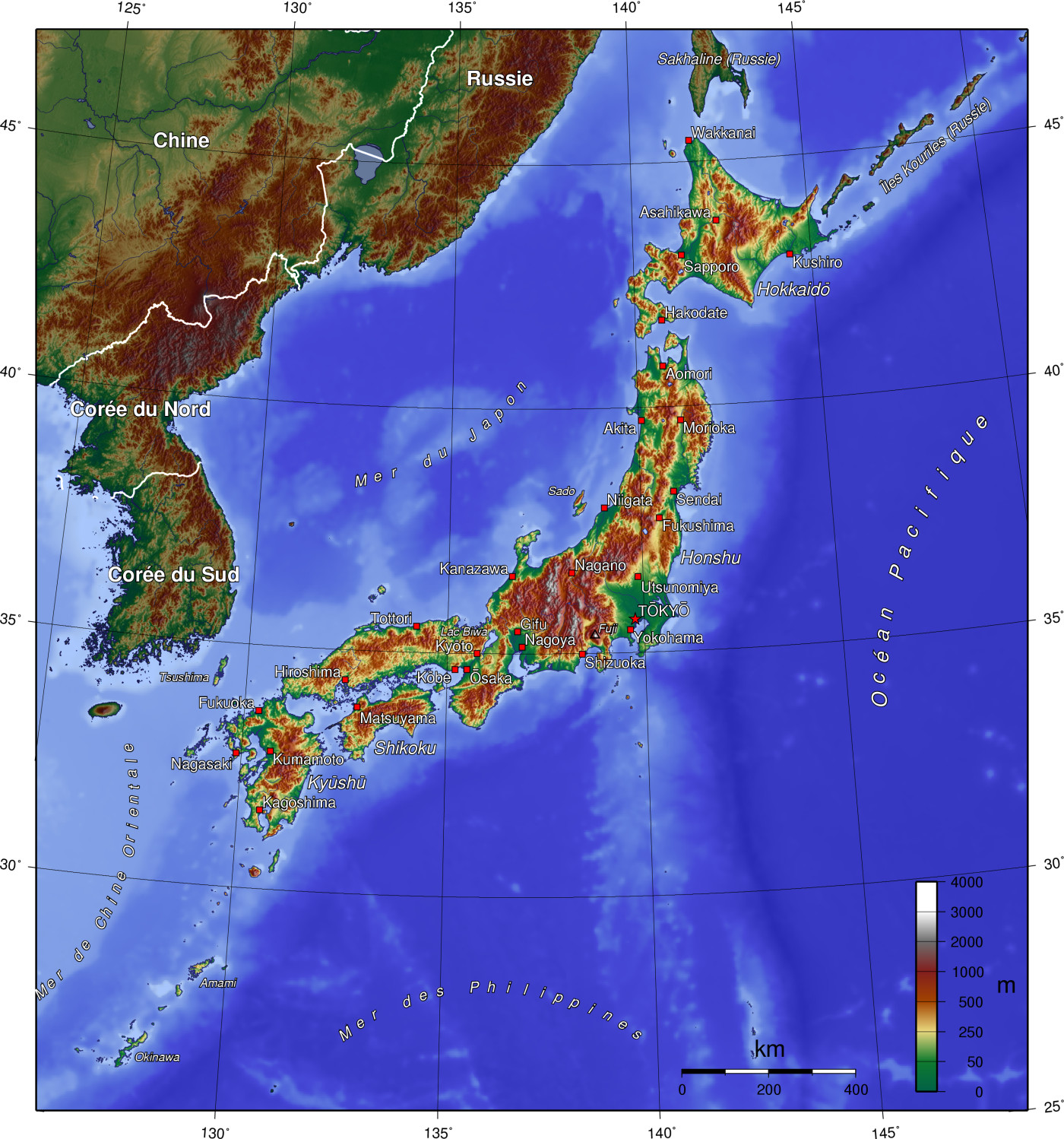
Carte topographique du Japon.

En 2006, les lacs et rivières représentaient près de 4 % du territoire japonais avec 13 500 km2, les zones terrestres totalisant 364 400 km2. L’archipel présente une superficie importante d’eau. En France par exemple, l’eau ne représente que 0,26 % du territoire. Le relief, c'est-à-dire l’étroitesse et le caractère montagneux de l’archipel, est générateur de fleuves courts et torrentiels. Ils sont anormalement larges en raison du volume d'eau important qu'ils doivent écouler en peu de temps, et se prêtent peu à la navigation. Le plus long fleuve est le Shinano-gawa avec 367 kilomètres. Les glaciers susceptibles de constituer des réserves sont rares, conférant aux régimes fluviaux un caractère saccadé reflétant le rythme des périodes pluvieuses. De manière contrôlée par l’homme, l’eau d’irrigation des rizières proviennent des cours d’eau. Le sol nippon recèle de riches réserves en eaux souterraines, et les lacs sont nombreux et souvent d’origine tectonique ou volcanique. Le plus grand est le lac Biwa avec 670 km2 de superficie, situé au centre de Honshū. Il est le troisième plus ancien lac d'eau douce au monde.
Les montagnes occupent 63 % du territoire, les collines 12 %, les plateaux 11 % et les plaines seulement 14 % (lacs et rivières exclus). Seul un peu plus du cinquième du territoire est habitable (80 500 km2), près des littoraux. Les massifs montagneux s'étirent du Nord au Sud sur plus de 1 800 km le long de l'archipel, avec principalement les monts Ishikari sur Hokkaidō et les monts Kitakami (北上山地, Kitakami sanchi), Ōu, Mikuni (三国山脈, Mikuni sanmyaku), Okuchichibu, Okutama (奥多摩), Tanzawa, Hakone (箱根山, Hakone-yama), Echigo (越後山脈), Yatsugatake, Hida, Kiso, Akaishi, Suzuka, Hira, Kii et Chūgoku sur Honshū. Les monts Hida, Kiso et Akaishi forment les Alpes japonaises, le plus important massif du Japon (92 des 100 plus hautes montagnes du pays). Le point culminant du Japon est le célèbre mont Fuji atteignant 3 776 mètres d’altitude, et situé entre les monts Okuchichibu, Akaishi, Tanzawa et Hakone. Il s’agit d’un relief volcanique, toujours actif mais peu menaçant. Le point le plus bas est le lagon Hachirō à −8 mètres.
La plus grande plaine de l'archipel, celle du Kantō, n'atteint pas 15 000 km2, la suivante est la plaine de Hokkaidō. La rareté des plaines, très peuplées (plus de 800 habitants par km2 sur la côte Est de Honshū), oblige l’exploitation des collines et des montagnes avec le système des cultures en plateaux (les versants sont recouverts de bassins successifs de taille décroissante avec la hauteur, permettant la culture du riz, du soja, etc.). En effet, on ne compte que 46 800 km2 de terres arables (13 % du territoire) et 800 km2 de pâturages (0,2 %) en 2006. Autre conséquence, 69 % du territoire japonais est constitué de zones boisées et de forêts (250 900 km2), et seuls 5 % du territoire est construit, en dehors des routes (18 500 km2).
Le relief subit une érosion violente marqué par de nombreux glissements de terrain, fréquents dans une partie du Chūbu où sont présents d’épais horizons argileux imprégnés d’eau à cause du long enneigement hivernal. Ce sont souvent des langues de terre, épaisses de cinq à vingt mètres, larges de 200 à 500 m et longues d'un à cinq kilomètres, s’écoulant vers l’aval, qui portent rizières et forêts.

## Population
La population japonaise est ainsi inégalement répartie sur le territoire, principalement le long de la mégalopole japonaise qui rassemble 105 millions d'habitants sur un total de 127 millions, avec quatre principales zones, du nord au sud :
- le Grand Tokyo (Tokyo, Yokohama, Kawasaki, Saitama et Chiba) avec près de 35 millions d'habitants,
- la sphère du Chūkyō (中京, Chūkyō-ken?) autour de Nagoya avec près de 9 millions d'habitants
- le Keihanshin (Osaka-Kyoto-Kobe) et ses 19 millions d'habitants,
- la sphère métropolitaine de Fukuoka–Kitakyūshū (福岡・北九州大都市圏, Fukuoka Kitakyūshū Daitoshiken?) avec plus de 5 millions d'habitants (7 millions si l'on ajoute Hiroshima).

En dehors de la mégalopole, les villes les plus importantes sont Sapporo (Hokkaidō), Sendai et Niigata, plus au Nord.

## Climat

Climats japonais.

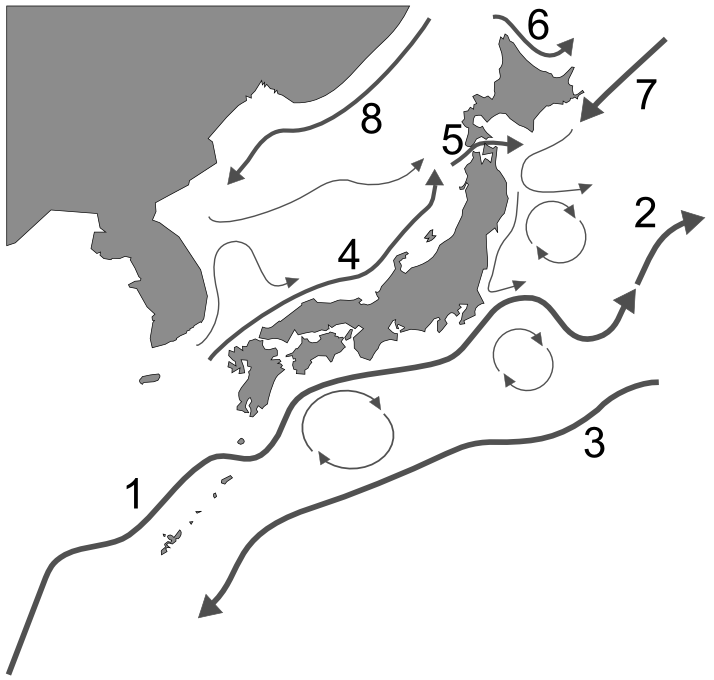
Carte des courants :
1, 2 et 3 : Kuroshio, 4 : Tsushima, 5 : Tsugaru, 6 : Sōya, 7 : Oyashio, 8 : Liman.

Le climat est très varié, du fait de l'étirement du Japon du nord au sud, de la latitude de Québec à celle de Cuba :
- Hokkaidō et le nord de Honshū (Sapporo, Niigata) ont un climat continental proche du climat acadien avec un été chaud et un hiver long, froid et très neigeux.
- Le centre et le sud de Honshū (Tokyo, Nagoya, Osaka), avec Shikoku et Kyūshū, ont un climat subtropical humide, avec un hiver relativement doux avec peu ou pas de neige, et un été chaud et humide.
- Le climat de l'archipel Ryūkyū (Naha), très au sud, est quasi-tropical, les températures hivernales, de 16 °C en moyenne, ne descendant jamais en dessous de 10 °C.

L'archipel japonais connaît de plus une alternance des vents et des courants marins qui influent sur son climat. Au Japon, on retient ainsi cinq zones climatiques pour le pays (voir carte à droite) :
Le climat des côtes de la mer du Japon (en bleu à droite)
En hiver, les vents sibériens déferlent et provoquent d'énormes chutes de neige sur la côte occidentale de l'archipel.

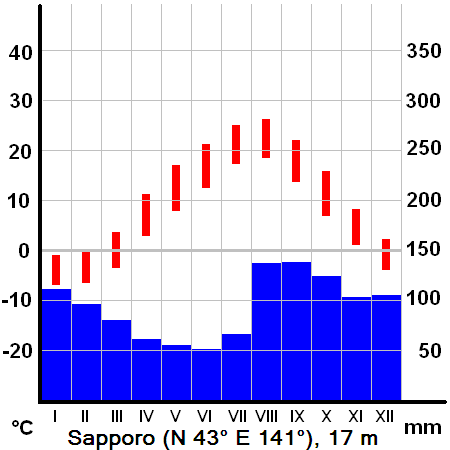
■ Sapporo
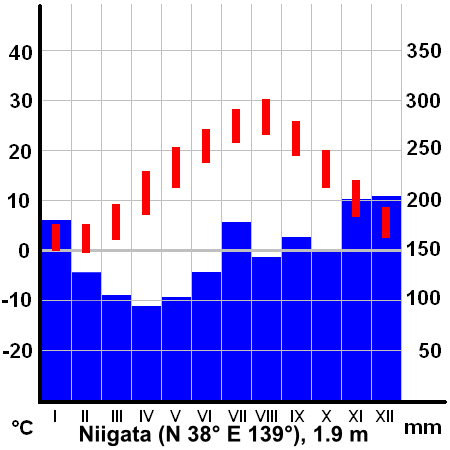
■ Niigata

Le climat des côtes de l'océan Pacifique (en vert)
En hiver, la côte orientale est protégée des vents d'ouest par la chaîne des Alpes japonaises et connaît un temps sec et ensoleillé, avec des températures tiédies par l'effet du courant chaud Kuroshio au sud. En été, le courant froid Oyashio abaisse les températures au nord alors que le sud, jusqu'à la baie de Tokyo, est frappé par des vents forts, et touché par les tempêtes tropicales et les typhons, entre les deux saisons des pluies appelées tsuyu en juin et akisame (秋雨) en septembre.

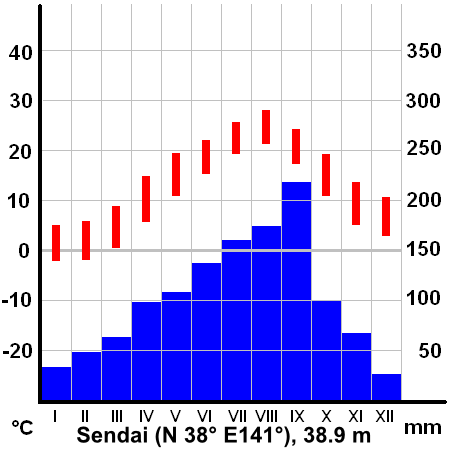
■ Sendai
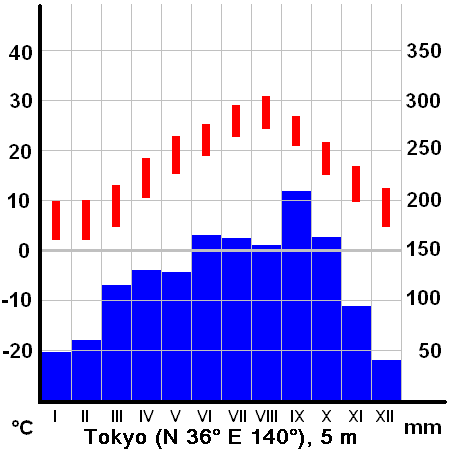
■ Tokyo
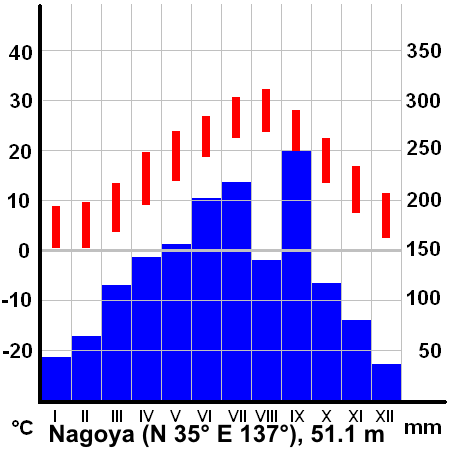
■ Nagoya
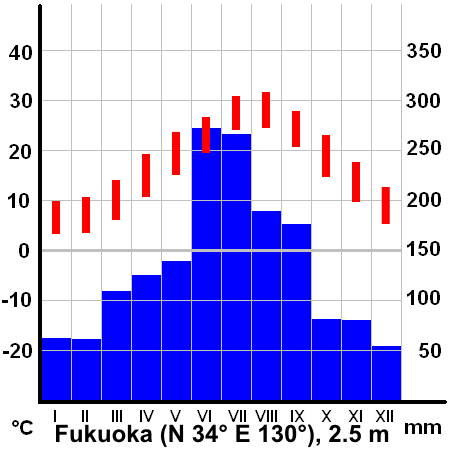
■ Fukuoka
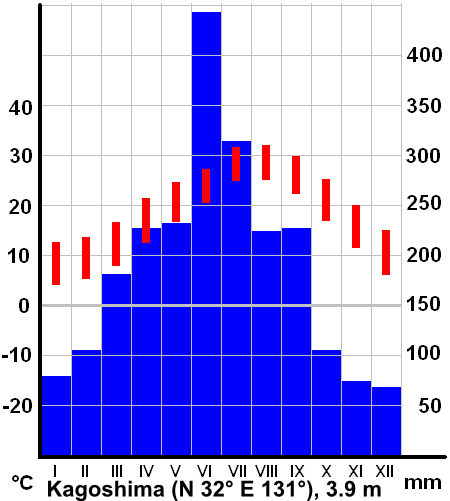
■ Kagoshima

Le climat des massifs centraux (située au sud des monts Ōu, en rose)
Le climat du pourtour de la mer intérieure de Seto (en jaune)
Le climat du sud du pays (archipels Amami et Ryūkyū, et archipel d'Ogasawara)

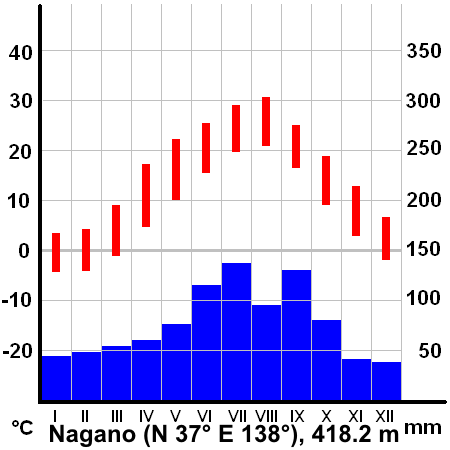
■ Nagano
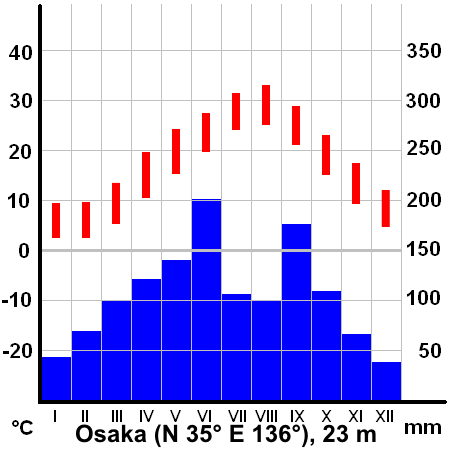
■ Osaka
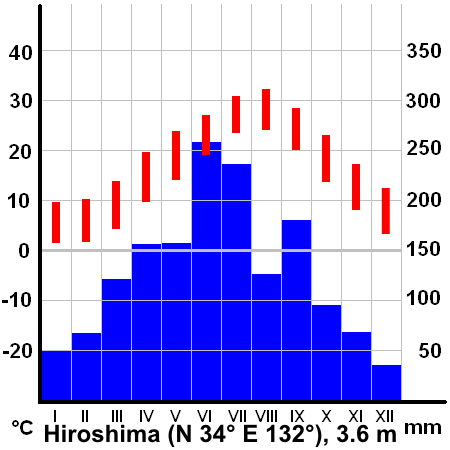
■ Hiroshima
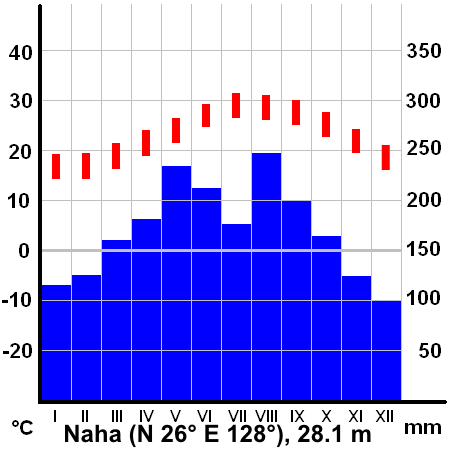
Naha
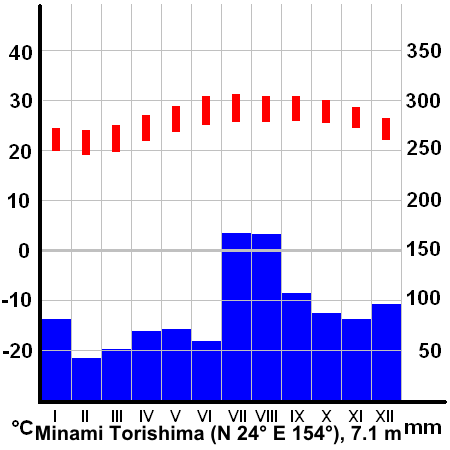
Île Minamitori

Le climat des massifs centraux est parfois considéré comme élément de celui des côtes de l'océan Pacifique, alors que le climat des côtes du sud-est est parfois différencié de celui des côtes du nord-est de par ses fortes précipitations, tout comme celui de l'ouest de Kyushu.
Presque tout le Japon bénéficie d’abondantes précipitations : avec 1 750 mm de précipitations en moyenne par an, le Japon est l’un des pays les plus pluvieux de la zone tempérée. Les typhons se forment tout au long de l'année dans le Pacifique sud. De l'hiver au printemps, leur déplacement est limité aux latitudes basses. À partir de l'été, ils progressent vers l'ouest en direction des Philippines (une trentaine s’y forment par an), jusqu'à des latitudes plus élevées : trois ou quatre de ces typhons atteignent le centre du Japon. Ces cyclones constituent d’énormes réservoirs d’eau et peuvent contenir en vapeur jusqu’à cinquante milliards de tonnes d’eau. Les précipitations accompagnant les typhons sont très importantes, elles peuvent facilement atteindre 500 mm de pluie en vingt-quatre heures.
Les typhons les plus violents du XXe siècle au Japon ont dévasté Muroto en 1934 (trois mille morts) et la baie d’Ise en 1959 (cinq mille morts). En 2004, dix cyclones se sont abattus sur le Japon, parmi lesquels Meari qui a fait vingt-deux morts et six disparus, pour un total de 155 milliards de yens (1,4 milliard de dollars ou 1 milliard d’euros) de dégâts. En 2008, les typhons ont touché 99 foyers, soit 154 personnes, pour seulement cinq blessés. En comparaison, la même année, 4 995 foyers, soit 8 438 personnes ont été touchés par de fortes pluies, ayant causé la mort ou la disparition de vingt personnes, et 39 foyers, soit 253 personnes, ont subi des vents violents ayant abouti à la mort de sept personnes.
Les principales villes de la mégalopole japonaise sont confrontées au phénomène d'îlot de chaleur urbain en été. En août 2010, la température a dépassé 35 °C dans 132 villes, et même 38 °C à Tokyo. Entre la fin mai et le début du mois d'août, 28 000 personnes ont été amenées à l'hôpital à la suite de coups de chaleur, dont 118 en sont mortes. De 1967 à 2007, 6 770 personnes seraient mortes de chaleur au Japon, soit une moyenne de 169 par an. Les régions montagneuses sont quant à elles parfois confrontées à l'effet de foehn.

## Tectonique

### Plaques, failles et fosses
- Ligne tectonique médiane du Japon
- Failles d'Itoigawa-Shizuoka à l'ouest et de Kashiwazaki–Chiba et de Shibata-Koide à l'est
- Dépression fossa magna

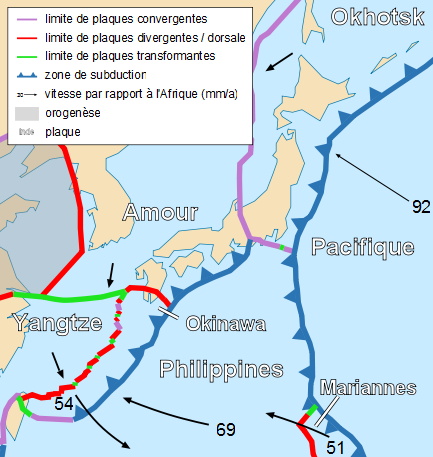
Plaques tectoniques.

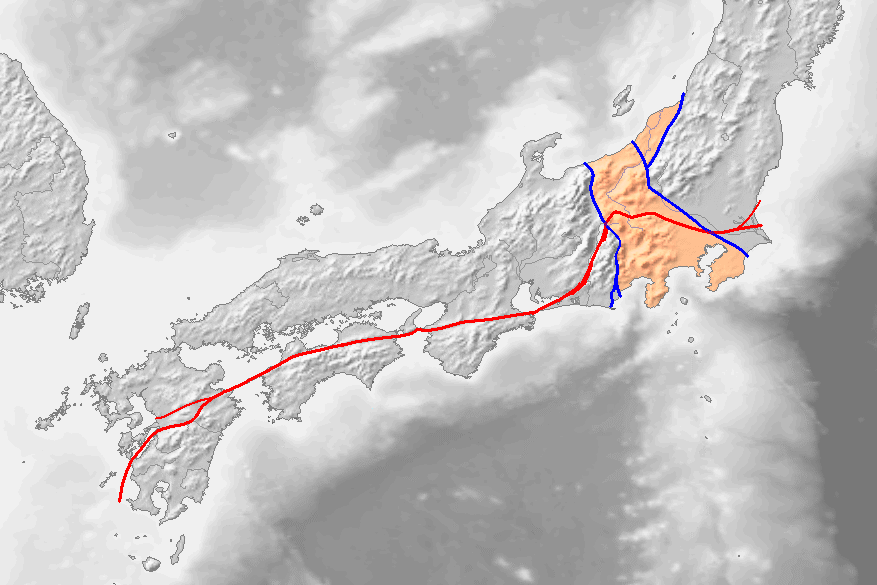
Dépression fossa magna

Le Japon est un archipel volcanique, situé sur la « ceinture de feu du Pacifique » à la rencontre de la plaque eurasienne à l'ouest avec ses sous-plaques de l'Amour, d'Okinawa et du Yangtsé (du nord au sud), de la plaque philippine au sud, de la plaque pacifique à l'est et de la plaque d'Okhotsk au nord. Ces plaques sont à l'origine des fosses des Kouriles, du Japon, d'Izu-Ogasawara de Sagami (en), de Nankai, de Suruga (en), de Ryūkyū et d'Okinawa.
En conséquence plusieurs jonctions triples se trouvent sur le territoire japonais : principalement la jonction triple de Boso à la rencontre des plaques pacifique, philippine et d'Okhotsk, et celle au niveau du mont Fuji au nord de la péninsule d'Izu à la rencontre des plaques philippine, de l'Amour et d'Okhotsk.
On observe ainsi plusieurs failles, notamment la ligne tectonique médiane du Japon, celle de Butsuzō, la ligne tectonique Itoigawa-Shizuoka, les lignes tectoniques de Kashiwazaki–Chiba et de Shibata-Koide, et celles de Tanakura et de Hatagawa.
On peut diviser l'arc japonais en quatre zones principales selon ces failles :
- À l’ouest de la faille d'Itoigawa-Shizuoka, on trouve une zone interne dénuée de formes structurales nettes dues à des plissements, et une zone externe où à l’inverse elles apparaissent. Dans son ensemble, l’essentiel de son relief actuel résulte de tout un quadrillage de failles et de gauchissements. Le relief de cette zone est en partie déterminé par les failles qui orientent bassins, crêtes, etc. Le volcanisme récent influe peu sur ce relief.
- La dépression fossa magna (フォッサマグナ, fossa maguna?) entre les failles d'Itoigawa-Shizuoka et de Kashiwazaki–Chiba/Shibata-Koide est une dislocation qui marque la zone de contact des arcs sud-ouest et nord-est. Deux des plus vastes plaines du pays, celles du Kantō et de Niigata se situent au pied de cette grande dislocation, respectivement au sud et au nord. Sur la côte orientale se dressent de nombreux volcans, dont le mont Fuji et le mont Asama.
- Au nord-est, on distingue deux lignes tectoniques courant depuis le nord du Kantō. Elles se rencontrent en formant un angle ouvert dans la plaine de Sendai.
- Enfin, Hokkaidō est une zone formée principalement de sédiments tertiaires et de deux axes montagneux, l’un amorçant Sakhaline, et l’autre axe surtout volcanique amorce les Kouriles. Leur intersection est recouverte d’une énorme calotte volcanique nommé Daisetsu-zan.

### Séismes
Des milliers de secousses telluriques d’intensité variable (de 4 à 7,3 sur l’échelle de Richter) sont ressenties dans le Japon tout entier chaque année, la plupart ne provoquant pas ou peu de dégâts aux constructions humaines. Par ailleurs, les puissants et ravageurs tremblements du plancher sous-marin génèrent des raz-de-marée appelés tsunamis. 1/5e des séismes d'une magnitude égale ou supérieure à 6 recensés dans le monde surviennent au Japon. Entre 1900 et 2004, sur 796 tsunamis observés dans l'océan Pacifique, 17 % d'entre eux ont eu lieu près du Japon. En 2008, 245 foyers, soit 1 261 personnes ont été touchées par des tremblements de terre, 22 en sont décédées ou ont disparu.
Les récents séismes les plus meurtriers ayant touché le pays sont :
- 28 octobre 1891 : le tremblement de terre de Nobi ou de Mino-Owari, d'une magnitude estimée entre 7,5 et 8 sur l'échelle de Richter, qui fit 7 273 morts.
- 15 juin 1896 : le séisme de Meiji-Sanriku, d'une magnitude de 7,2, qui fit plus de 20 000 morts.
- 1er septembre 1923 : le séisme de Kantō, d'une magnitude de 7,9, qui fit plus de 100 000 morts et occasionna la destruction par un incendie de la plupart des maisons en bois.
- 7 mars 1927 : le séisme de Kita-Tango, d'une magnitude de 7,6, qui fit 4 025 morts, dont 1 100 causés par le tsunami ayant suivi.
- 2 mars 1933 : le séisme de Sanriku, d'une magnitude de 8,4, dont le tsunami qui suivit fit 3 000 morts.
- 10 septembre 1943 : le séisme de Tottori, d'une magnitude de 7,4, qui fit 1 083 morts.
- 7 décembre 1944 : le séisme de Tonankai, d'une magnitude de 8,1, qui fit 998 morts.
- 12 janvier 1945 : le séisme de Mikawa, d'une magnitude de 7,1, qui fit 1 961 morts.
- 20 décembre 1946 : le séisme de Nankaidō, d'une magnitude de 8,1, qui fit 2 000 morts.
- 28 juin 1948 : le séisme de Fukui, d'une magnitude de 7,3, qui fit 5 131 morts.
- 17 janvier 1995 : le séisme de Kōbe, d'une magnitude de 7,2, qui fit 6 437 morts et 43 792 blessés.
- 11 mars 2011 : le séisme de Tōhoku au large de Sendai, d'une magnitude de 9,0.

### Volcans et sources chaudes
Le volcanisme japonais est un volcanisme de convergence, au contact des plaques de subduction. Cependant, aucun volcan ne se trouve près des dislocations tectoniques majeures et les grandes failles n’ont donné naissance à aucun volcan, si ce n’est les monts Aso, Fuji et Asama. Il y a environ 200 volcans au Japon, dont 77 considérés comme actifs : 10 % des 700 volcans actifs terrestres se situent au Japon. Ils sont surtout localisés à Hokkaidō, le long de la fossa magna ainsi qu’au centre de Kyūshū. Les volcans japonais sont très divers. On trouve des volcans effusifs (ou volcans rouges) et surtout explosifs (ou volcans gris), les plus courants. Les trois plus grands volcans du Japon sont le mont Fuji, le mont Ontake et le mont Norikura.
Il semble que les grands phénomènes volcaniques qui ont abouti à la formation des caldeiras (caldeira d'Aira, lacs Tōya et Tazawa…), de même que les émissions de cendres très importantes qui ont notamment constitué le plateau de cendres du Shirasu-Daichi, au sud de Kyūshū, soient le fait d’un volcanisme passé, et que le volcanisme actuel n'en présente plus que des « séquelles ». Il y a au Japon sept grands ensembles de caldeiras. Les émissions de cendre auraient certainement joué un rôle essentiel dans le relief et sur la végétation et la pédocénose japonaises : les sols volcaniques sont généralement très fertiles et la plupart des piémonts de volcans offrent de belles ressources en eau. Les éruptions volcaniques font peu de victimes grâce aux prévisions, les dégâts sont plus d’ordre économique en s’attaquant à certaines zones agricoles.
Les sources naturelles d’eau chaude appelées onsen, conséquence agréable de l'activité volcanique de l'archipel, sont nombreuses et très populaires. Elles ont souvent été aménagées en bains publics, hôtels ou stations thermales pour les séjours de villégiature et retraites de santé. On peut par exemple s’y baigner dans des « baignoires » naturelles de 40 à 65 °C.

## Environnement

### Ressources naturelles

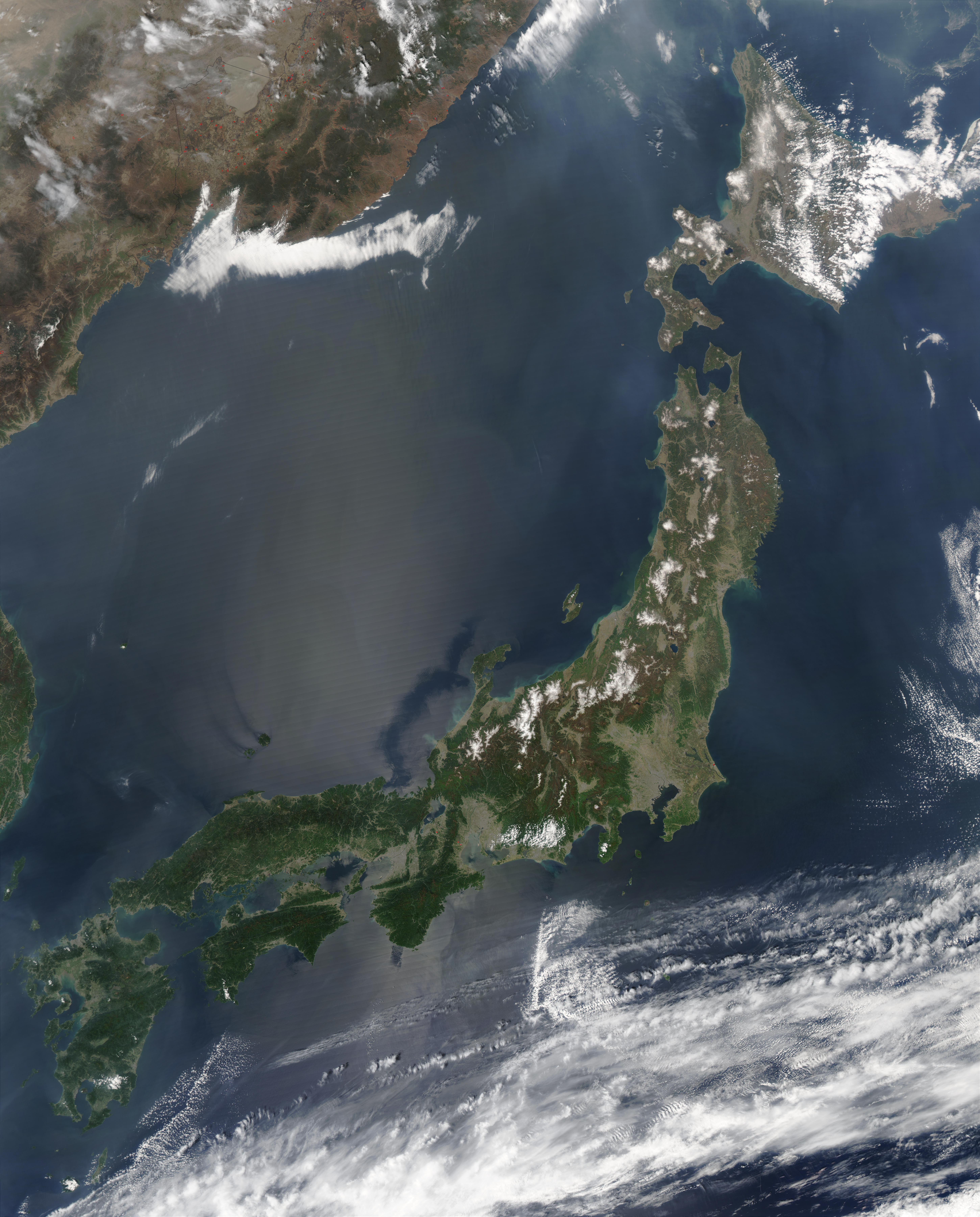
Le Japon vu par satellite.

Les côtes du Japon s'étendent officiellement sur 33 889 km, dont 18 739 km pour les quatre principales îles (19 240 avec Okinawa Hontō),. La côte pacifique possède de larges interpénétrations terre et mer (comme les baies de Tokyo et de Nagoya). Vers la mer du Japon au contraire, la côte est à peu près rectiligne sur 1 200 km, exception faite de la péninsule de Noto. Les côtes de la mer du Japon sont en général basses, dunaires et marécageuses, tandis que les formes d'accumulation sont moins achevées sur le Pacifique. Le Japon profite avec ces nombreuses côtes (1 km pour 13 km2 de terres) d'une zone économique exclusive de 4 427 915 km2, la sixième plus importante au monde.
À l'exception des produits de la pêche (poissons, crustacés, baleines), auxquels s'ajoutent quelques industries minières et l'exploitation forestière, les ressources naturelles sont faibles. Ainsi, l'eau est la première ressource naturelle de l'archipel nippon. En effet, les eaux marines japonaises sont poissonneuses, grâce à la rencontre des courants marins chauds et froids. Et l'eau douce est abondante au Japon, notamment du fait de ses précipitations annuelles moyennes de 1 750 mm. De ce fait, les nappes phréatiques sont bien alimentées et les rivières pérennes. Cette abondance en eau favorise la riziculture. Le manque d'un certain nombre de ressources naturelles sur le sol nippon fait du Japon le premier importateur mondial de charbon et de gaz naturel liquéfié, et le troisième importateur de pétrole.

### Sols
Les sols japonais sont fort variés mais généralement acides, et en majorité peu évolués. Ils se sont généralement développés sous une couverture forestière. Les sols azonaux forment 82 % des sols du Japon. Parmi eux, les sols minéraux bruts des régions en pentes (68 %) sont très présents au vu du relief japonais très montagneux et pentu, et généralement minces à cause du ravinement, alors que les sols alluviaux des plaines, les plus fertiles, couvrent 14 % du territoire nippon (leurs caractéristiques sont très variées puisqu’elles dépendent des conditions locales de l’écoulement de l’eau). Les sols zonaux, peu fertiles, présentent un profil caractéristique d’un milieu végétal et climatique auquel ils ont été longuement exposés. Ils sont peu présents, compte tenu du relief abrupt : ce sont des sols surtout podzolisés, soit gris-brun dans les régions froides, soit rougeâtres dans les régions subtropicales. Enfin, les sols intrazonaux, des sols stationnels, ont des profils développés, et se situent à proximité des volcans, les cendres caractérisant une grande partie d’entre eux. Ils sont sombres et acides et retiennent peu l’humidité, aussi leur fertilité est médiocre.

### Océan et fond marin

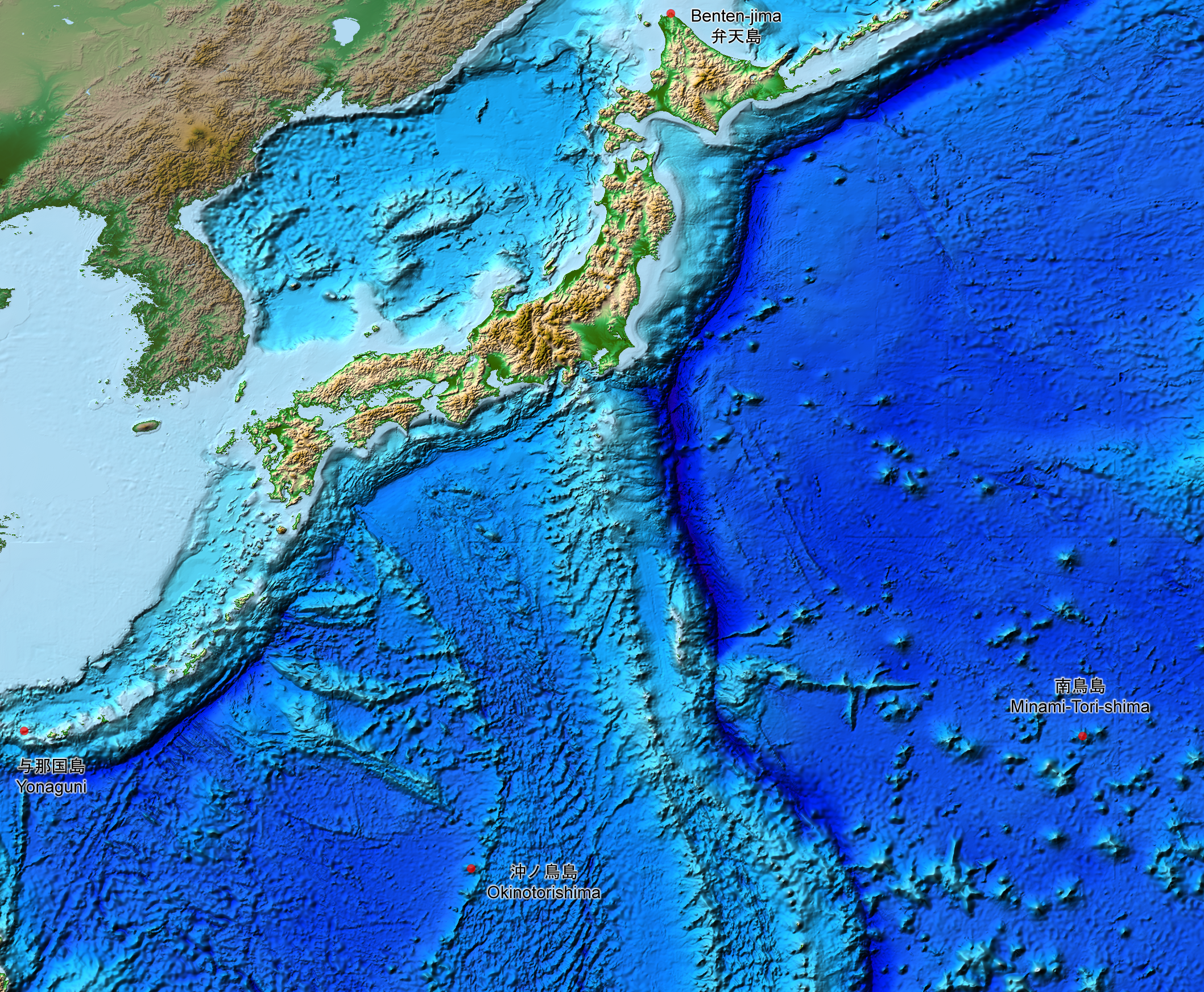
Relief et fond marin du Japon.

La zone économique exclusive du Japon est 4 470 000 km2. Il a beaucoup de vie marine. On estime que de grandes quantités de ressources se trouvent sur les fonds marins.

### Faune et flore

#### Végétation

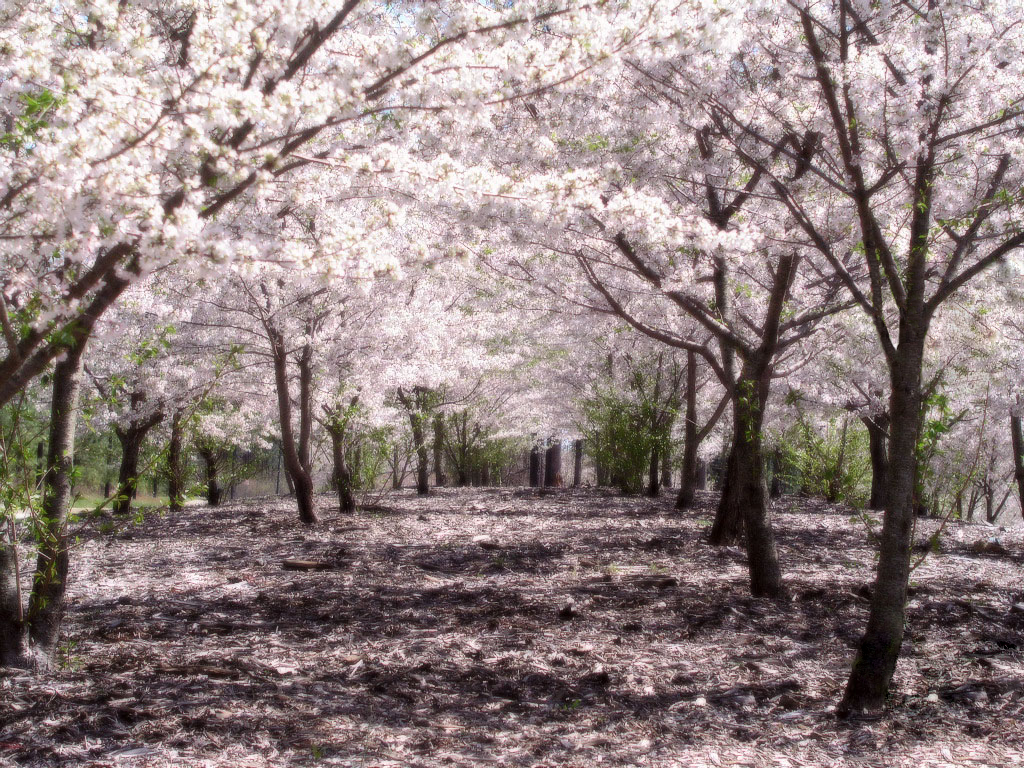
Le cerisier du Japon.

La grande variété de la végétation japonaise (environ 17 000 espèces) est liée au climat et au relief. La végétation du Japon est essentiellement forestière. La forêt couvre 67 % de la surface du pays et elle est composée par une majorité de feuillus et de conifères : chênes, hêtres, érables, thuyas, pins rouges et noirs, associés aux bouleaux et aux frênes. À l'ouest domine une forêt où conifères poussent aux côtés de bambous, magnolias et chênes verts. Les pruniers et abricotiers, les cerisiers à floraison précoce, ainsi que les bambous et les pins sont devenus les symboles traditionnels du pays. Les Japonais respectent et conservent la forêt.
Au Japon, on dénombre 168 espèces différentes d’arbres (l’Europe dans son intégralité n’en a que 85, en 1975). Ceci s'explique par les facteurs cités précédemment, l’étendue en latitude de l’archipel japonais (3 500 km du nord au sud), ses variations de climat allant de tempéré froid à subtropical, ses reliefs (ses plaines et ses hautes altitudes), ainsi que les différents sols. La grande variété et la luxuriance de la végétation s'expliquent également par la chaleur et l'humidité des étés, et l’abondance d’eau (nappes phréatiques, lacs…). Le Japon n'ayant pas connu les grandes glaciations du Quaternaire, la végétation du Pléistocène (troisième époque du Néogène, fin du Paléolithique) a été épargnée. Elle est caractérisée par un grand nombre d'espèces végétales et 7 % de cette forêt est considérée comme primaire.
La forêt est composée de trois types. La première est de type boréal, on la rencontre dans le nord et l’est de Hokkaidō : les conifères y forment la majorité de la couverture végétale, associés au bouleau et au frêne. Le second type de forêt dit tempéré se compose de feuillus et de conifères. On peut la diviser en deux parties : la forêt véritablement tempérée (chênes, hêtres, érables, thuyas, pins) dans le nord de Honshū, et la forêt de type pénétropical qui s'observe dans l'ouest du Japon : on y retrouve conifères, chênes, bambous, magnolias. Enfin à Kyūshū, Shikoku, et dans le sud de Honshū, ce sont les arbres de la végétation subtropicale que l'on rencontre, tels le bambou, le camphrier, le banian. Les variations des types forestiers sont liées principalement aux climats de l’archipel.
| Groupes       | Espèces | EX | EW | CR   | EN   | VU  | NT  | DD  |
| ------------- | ------- | -- | -- | ---- | ---- | --- | --- | --- |
| Tracheobionta | 7 000   | 20 | 5  | 564  | 480  | 621 | 145 | 52  |
| Bryophyte     | 1 800   | 0  | 0  | 110  | 110  | 70  | 4   | 54  |
| Algue         | 5 500   | 5  | 1  | 35   | 35   | 6   | 24  | 0   |
| Lichen        | 1 000   | 3  | 0  | 22   | 22   | 23  | 17  | 17  |
| Fungi         | 16 500  | 27 | 1  | 23   | 23   | 10  | 0   | 0   |
| Total         | 31 800  | 55 | 7  | 1264 | 1264 | 730 | 190 | 123 |

#### Faune

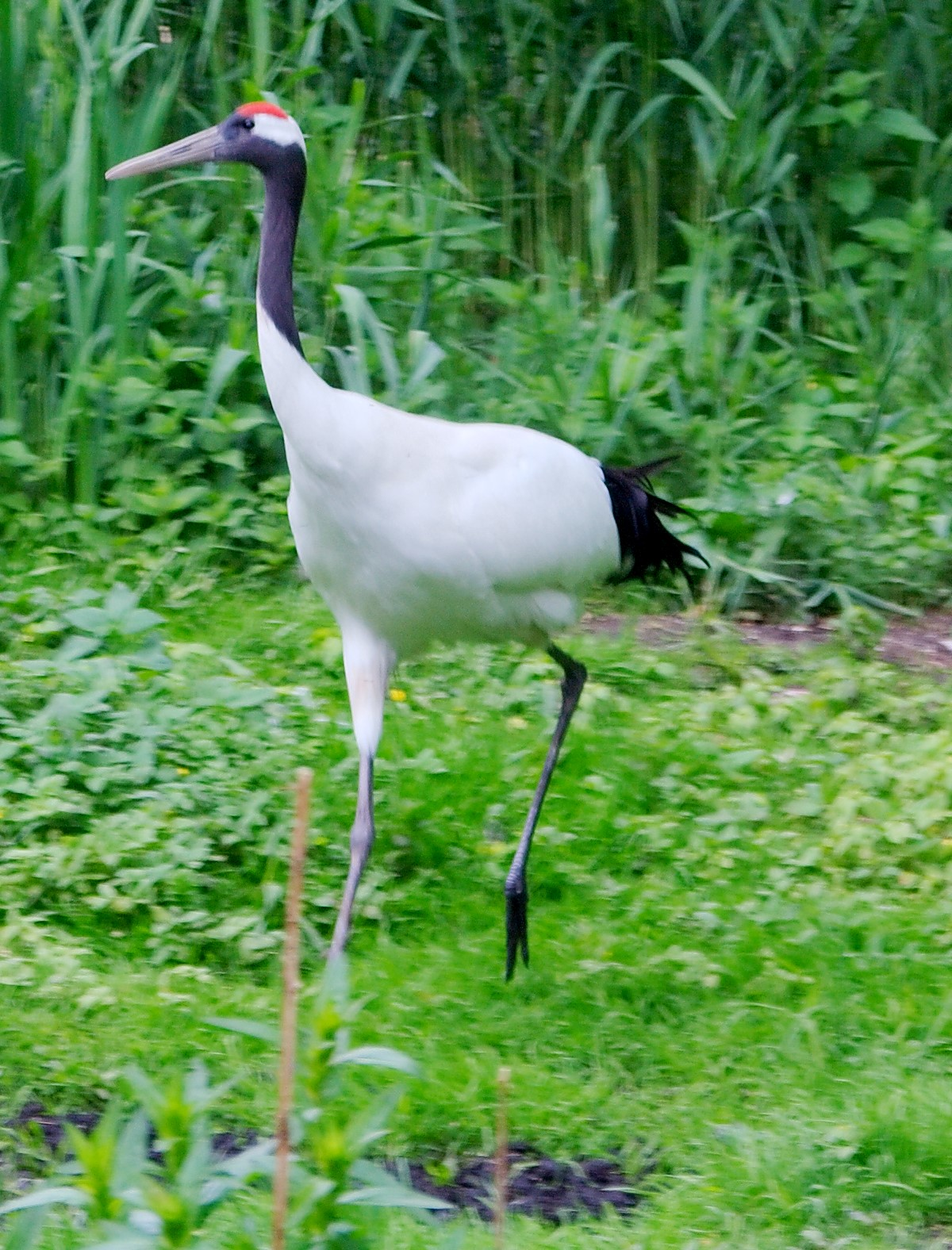
La grue du Japon.

Tout comme la flore japonaise très riche du fait de grandes différences climatiques et géologiques entre le nord et le sud, le Japon abrite des animaux vivant sous différents climats : animaux des tropiques du sud-est asiatique, animaux de la zone tempérée de la Corée et de la Chine et animaux subarctiques de Sibérie.
L’île de Hokkaidō, qui se trouve en majeure partie face à la mer d'Okhotsk dans la région arctique est fréquentée occasionnellement par des animaux originaires de la zone arctique tels que le morse, et sur le plan terrestre de nombreux animaux se trouvent sur cette île puisqu’elle est peu industrialisée. On y trouve surtout des animaux de climat tempéré froid comme l’ours brun, comme au nord de Honshū.
La mer au nord de Honshū appartient à la région du Pacifique nord, qui fait partie du royaume du nord, et longe la côte sud des îles Aléoutiennes et la côte ouest des États-Unis jusqu'en Californie. On y trouve des otaries, des lions de mer et des baleines. La mer au sud du Honshū central appartient à la région indopacifique occidentale qui fait partie du royaume tropical. Elle regorge de poissons de coraux colorés, de serpents de mer et de tortues, on y trouve aussi le dugong et le marsouin aptère.
Le Japon en comparaison à sa flore, possède une faune réduite, sa faune comporte néanmoins 188 espèces de mammifères, 250 espèces d’oiseaux et 87 espèces de reptiles, de batraciens et de poissons. Le seul primate (hormis l'homme) est le singe à face rouge, le macaque du Japon, que l’on trouve sur tout le territoire de Honshū. Parmi les carnivores, on rencontre encore des ours noirs et des ours bruns. Le renard est très répandu. Le cerf est l’espèce de cervidés la plus commune. Le Japon ayant été de par le passé plusieurs fois détaché et rattaché au continent, de nombreuses espèces animalières que ne l’on ne trouve pas dans les pays voisins ont élu domicile dans l’archipel nippon. De même pour les îles Ryūkyū qui se seraient détachées du continent antérieurement aux îles principales.
| Groupes           | Espèces | EX | EW | CR  | EN  | VU  | NT  | DD  |
| ----------------- | ------- | -- | -- | --- | --- | --- | --- | --- |
| Mammifère         | 200     | 4  | 0  | 12  | 20  | 16  | 16  | 9   |
| Oiseau            | 700     | 13 | 1  | 17  | 25  | 47  | 16  | 15  |
| Reptile           | 97      | 0  | 0  | 2   | 5   | 11  | 9   | 1   |
| Amphibien         | 64      | 0  | 0  | 1   | 4   | 9   | 5   | 0   |
| Poisson           | 300     | 3  | 0  | 29  | 29  | 18  | 12  | 5   |
| Insecte           | 30 000  | 2  | 0  | 63  | 63  | 76  | 161 | 88  |
| Mollusque         | 1 000   | 25 | 0  | 86  | 86  | 165 | 206 | 69  |
| Araignée/crustacé | 4 200   | 0  | 1  | 10  | 10  | 23  | 31  | 36  |
| Total             | 36 500  | 47 | 2  | 303 | 303 | 365 | 456 | 223 |

On trouve notamment parmi les espèces :
- disparues : le roselin, le pigeon et la grive des Bonin (archipel d'Ogasawara), le pigeon à col d'argent ou pigeon des Ryūkyū, ou encore l'otarie du Japon ;
- en danger critique d'extinction : l'Anoxypristis cuspidata (un poisson-scie), le pic d'Okinawa, la tortue imbriquée ou le tadorne de Corée ;
- en danger : le fuligule de Baer, le rat des Ryūkyū, le lapin des Ryūkyū, la cigogne orientale, l'ibis nippon, la petite spatule, le bihoreau du Japon, et des amphibiens tels que le Babina holsti, le Babina okinavana, l’Odorrana amamiensis, l’Odorrana ishikawae, ou l’Odorrana narina.

### Protection

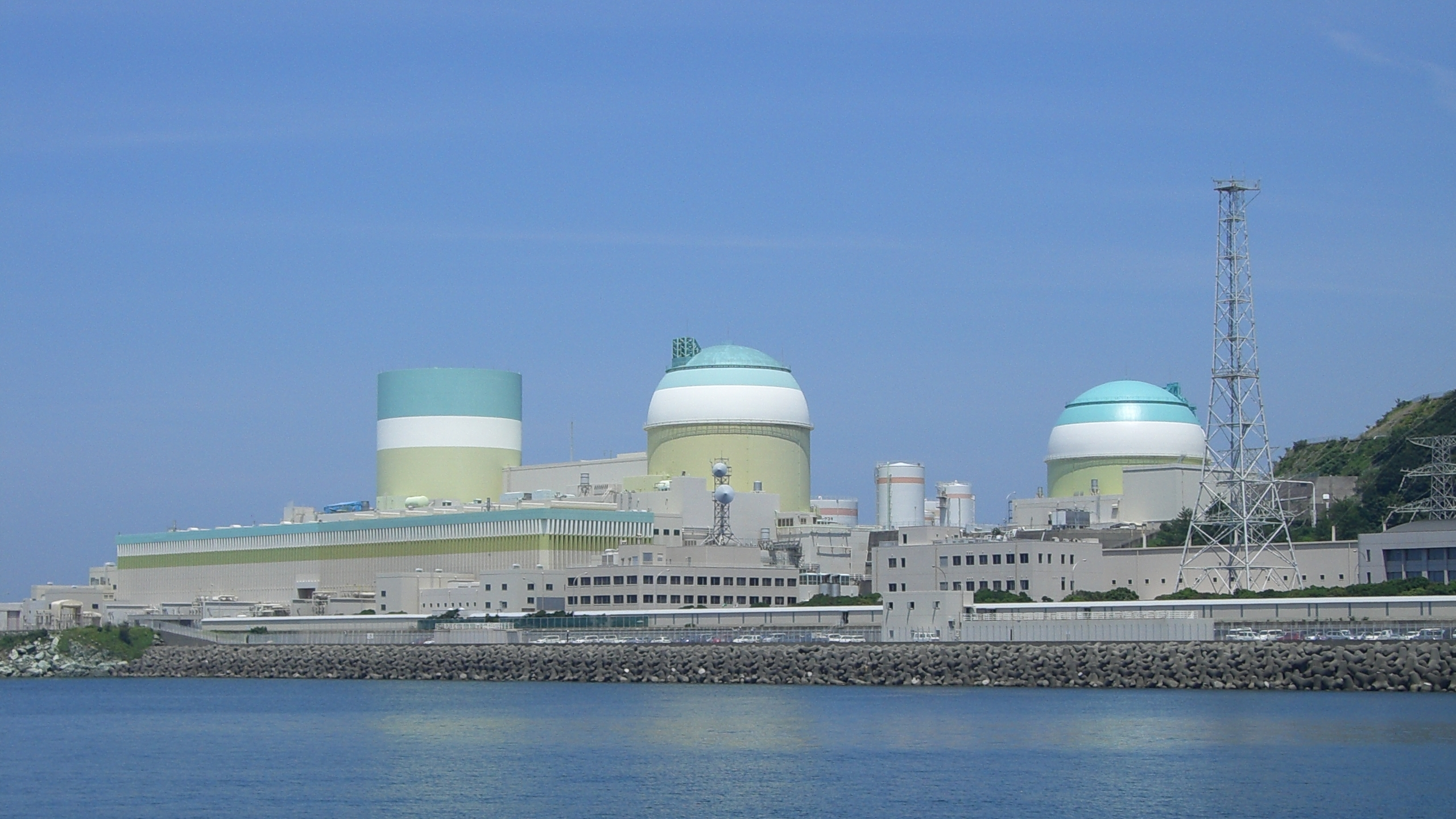
Centrale nucléaire d'Ikata.

L'histoire environnementale du Japon et les politiques actuelles reflètent un équilibre fragile entre le développement économique et la protection de l'environnement. Dans la rapidité de la croissance économique après la Seconde Guerre mondiale, les politiques d'environnement ont été délaissées par le gouvernement et les entreprises industrielles. Conséquence inévitable, la pollution a fortement sévi au Japon dans les années 1950 et 1960 et a entraîné certains fléaux comme la maladie de Minamata. Avec la montée des préoccupations sur le problème, le gouvernement a introduit de nombreuses lois sur la protection de l'environnement en 1970 et a créé le Ministère de l'Environnement en 1971. Le premier choc pétrolier a également encouragé l'utilisation efficace de l'énergie au Japon en raison du manque de ressources naturelles. Les questions environnementales actuellement prioritaires comprennent la pollution de l'air en zones urbaines (les NOx, ou oxydes d'azote, sont des substances toxiques irritantes pour les voies respiratoires), la gestion des déchets, l'eutrophisation de l'eau, la conservation de la nature, la gestion des produits chimiques et la coopération internationale pour la conservation de l'environnement. Le Japon est de plus touché par les pluies acides, en partie provoquées par les rejets industriels chinois.
Aujourd'hui, le Japon est l'un des leaders mondiaux dans le développement de nouvelles techniques respectueuses de l'environnement. Les automobiles hybrides de Toyota et Honda ont été désignées comme ayant la plus haute économie de carburant et les plus basses émissions. Ceci est dû à la technique de pointe des systèmes hybrides, aux biocarburants, à l'utilisation de matériel léger et à une meilleure ingénierie.
Le Japon prend également en considération les problèmes entourant le changement climatique. En tant que signataire du protocole de Kyoto, et hôte de la conférence de 1997 qui l'a établi, le Japon est dans l'obligation de réduire ses émissions de dioxyde de carbone et de prendre d'autres mesures liées à la lutte contre le changement climatique. La Cool Biz, présentée par l'ancien Premier ministre Junichiro Koizumi, avait pour cible la réduction de l'utilisation de l'énergie grâce à la réduction de l'utilisation de la climatisation dans les bureaux du gouvernement. Le Japon va forcer l'industrie à faire des réductions d'émissions de gaz à effet de serre, en vertu de ses obligations liées au protocole de Kyoto.
Le pays est classé trentième dans le classement des pays en fonction de leur indice de durabilité environnementale.
Le Japon est cependant l'un des importateurs majeurs d'espèces animales et végétales en danger : il aurait importé, en 2007, 50 000 individus appartenant à 1 600 espèces en danger différentes sur les 5 000 espèces animales et 28 000 végétales en danger répertoriées dans le monde.
Il est de plus 4e pêcheur mondial de thon rouge de l'Atlantique avec 9 % des captures, ainsi qu'un fort importateur, aboutissant à une consommation locale estimée de 80 % des thons péchés en Méditerranée,. Le thon rouge, en particulier le thon gras, est consommé sous forme de sushis, très recherché au Japon malgré la raréfaction de ce poisson. Le Japon est le pays au monde où l'on trouve le plus de récifs artificiels : vingt millions de mètres cubes de récifs ont été immergés, soit un aménagement de 12 % du plateau continental en 2008
Le Japon est également un des rares pays à pratiquer la chasse à la baleine. La baleine est chassée dans le cadre d'un programme de recherche scientifique, autorisé par la Commission baleinière internationale, et la viande des baleines ainsi pêchée est ensuite vendue dans les restaurants japonais. Le Japon est à ce sujet soupçonné d’acheter les voix de petits pays (Tanzanie, Kiribati, îles Marshall) à la Commission, monnayant leur vote contre des aides au développement.

## Découpage administratif

Régions et préfectures.

L'organisation territoriale du Japon est définie par la loi d'autonomie locale de 1947. Elle subdivise le pays en plusieurs échelons hiérarchisés, de la municipalité à la préfecture (ou département). Le Japon étant un État unitaire, les juridictions locales dépendent largement, notamment sur le plan financier, du gouvernement central, et dépendent pour ce qui est de la règlementation de leur fonction publique et de leur administration du ministère des Affaires intérieures et des Communications. Ce système fut ainsi qualifié d'« autonomie à 30 % » (三割自治, San wari jichi).
Le Japon est scindé, d'un point de vue géographique et non politique ou administratif, en huit régions (voire neuf, si la préfecture d'Okinawa n'est pas inclus dans le Kyūshū) qui sont du Nord au Sud : Hokkaidō, Tōhoku, Kantō, Chūbu, Kansai (couramment appelé Kinki), Chūgoku, Shikoku et Kyūshū. La région du Chūbu est parfois décomposée en trois régions : la région de Hokuriku sur la côte nord-ouest, la région de Kōshinetsu à l'est et la région de Tokai au sud. Les limites de ces dernières ne sont cependant pas fixées avec précision.

### Préfectures
Les 47 préfectures japonaises (都道府県, todofuken), ou départements, forment les plus grandes subdivisions administratives japonaises. Elles regroupent quatre réalités différentes :
- une préfecture métropolitaine (都, to?), ou tout simplement métropole, pour l'élément particulier que constitue la capitale : Tokyo.
- une préfecture insulaire (道, dō?), pour symboliser la spécificité administrative qu'a toujours représenté Hokkaidō.
- deux préfectures gouvernementales (府, fu?) créées au XIXe siècle pour distinguer les deux plus importantes régions urbaines après Tokyo : Osaka et l'ancienne capitale Kyoto.
- 43 préfectures « rurales » (県, ken?), ou tout simplement préfectures ou départements.

Elles ont remplacé les anciennes provinces du Japon à la suite de la restauration de Meiji de 1867.

### Districts et sous-préfectures
Les préfectures peuvent être également subdivisées en deux types de subdivisions qui ne constituent pas des entités politiques (elles n'ont ni exécutif, ni conseil élu, mais gèrent administrativement certains services comme l'état civil, la voirie), mais uniquement administratives et territoriales :
- les sous-préfectures (支庁, shichō?) ;
- les districts du Japon (郡, gun?) ou districts ruraux : subdivisent les sous-préfectures à Hokkaidō, et directement les préfectures ailleurs, sans pour autant s'étendre sur l'ensemble du territoire préfectoral. En effet, elle ne regroupe que les municipalités rurales, à savoir les bourgs et villages.

### Municipalités

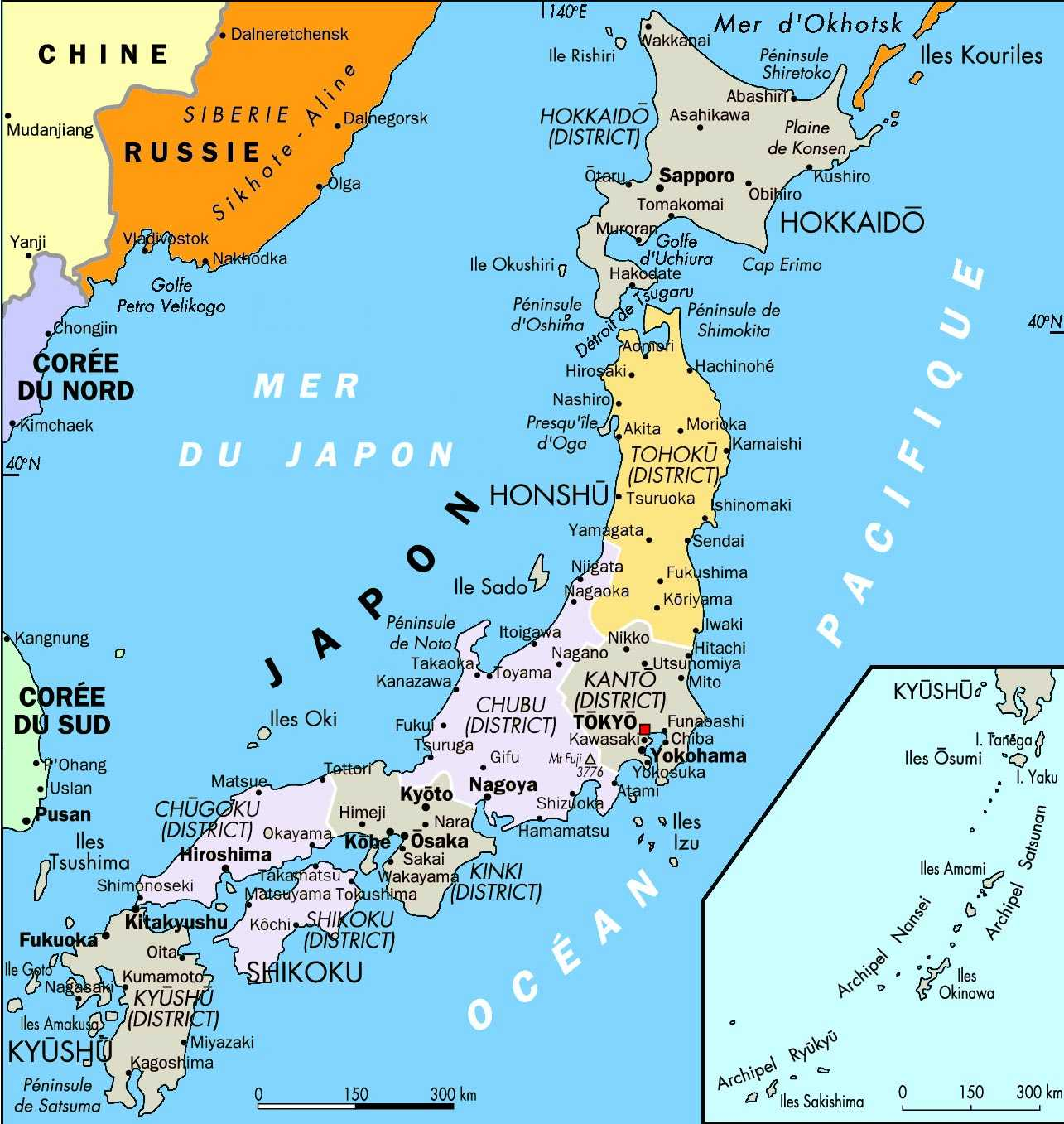
Régions et principales villes.

Au 5 mai 2009, le Japon possédait toujours 1 799 municipalités (市区町村, shikuchōson) ou communes, mais ce nombre est appelé à être diminué à 1 000 selon la loi de fusion des municipalités de 2004. On distingue les municipalités urbaines : villes ou arrondissements spéciaux à Tokyo, et rurales : les bourgs et villages.
Les principales villes du Japon classées en ordre décroissant d’habitants sont (chiffres de 2005) :
- Tokyo : 12,7 millions pour la préfecture, dont 8,3 millions pour les vingt-trois arrondissements spéciaux[45].
- Yokohama : 3,6 millions
- Osaka : 2,6 millions
- Nagoya : 2,2 millions
- Sapporo : 1,9 million
- Kobe : 1,5 million
- Kyoto : 1,5 million
- Fukuoka : 1,4 million
- Kawasaki : 1,3 million
- Saitama : 1,2 million
- Hiroshima : 1,1 million
- Sendai : 1 million